# (55) Pandora
(55) Pandora es un asteroide que forma parte del cinturón de asteroides y fue descubierto por George Mary Searle el 10 de septiembre de 1858 desde el observatorio Dudley de Albany, Estados Unidos. Está nombrado por Pandora, una diosa de la mitología griega.

## Características orbitales
Pandora orbita a una distancia media del Sol de 2,76 ua, pudiendo alejarse hasta 3,152 ua y acercarse hasta 2,367 ua. Tiene una excentricidad de 0,1423 y una inclinación orbital de 7,186°. Emplea 1675 días en completar una órbita alrededor del Sol.